# 1080i

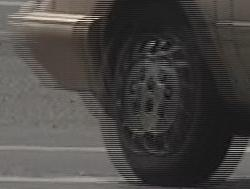
Un ejemplo de vídeo entrelazado muestra una rueda de un coche en movimiento.

1080i es el nombre corto para una categoría de un modo de vídeo. El número «1080» significa 1080 líneas en resolución horizontal, mientras que la letra «i» significa entrelazada (del inglés 'interlaced') y no escaneo progresivo. 1080i se considera un modo de vídeo HDTV. El término usualmente supone una relación de aspecto widescreen de 16:9 e implica una resolución horizontal de 1920 píxeles, con la resolución de fotogramas de 1920×1080 o cerca de 2.073.600 píxeles (más exactamente, 1.036.800 píxeles reales, es decir, 1080i).

## Diferencias entre 1080i y 1080p
Ambas muestran una resolución de 1920×1080;  en el caso de 1080p, actualiza todos los puntos de la imagen 60 veces por segundo, mientras que en 1080i trabaja igual a 60 Hz, pero representa primero las líneas impares y en el siguiente ciclo las pares; es decir, se reparten los 60 Hz: 30 Hz para las pares y 30 Hz para las impares.
1080i se nota mucho en cambios de escena; cuando, por ejemplo, se pasa de una escena oscura a una clara, pasan primero las líneas pares y 16 ms después hacen lo mismo las impares. En esos momentos, la vista nota claramente el "entrelazado", y se produce una "imagen fantasma" o estela.
Estudios recientes muestran que en las transmisiones digitales codificadas con H.264/AVC, el ahorro de ancho de banda en la transmisión de vídeo entrelazado sobre el vídeo completamente progresivo es mínimo incluso si se utiliza el doble de la tasa de fotogramas; es decir, una señal a 1080p50 (50 fotogramas progresivos por segundo) produce en realidad la misma tasa de bits que una señal de 1080i50 (25 cuadros entrelazados o 50 semi-cuadros por segundo).

## Full-HD

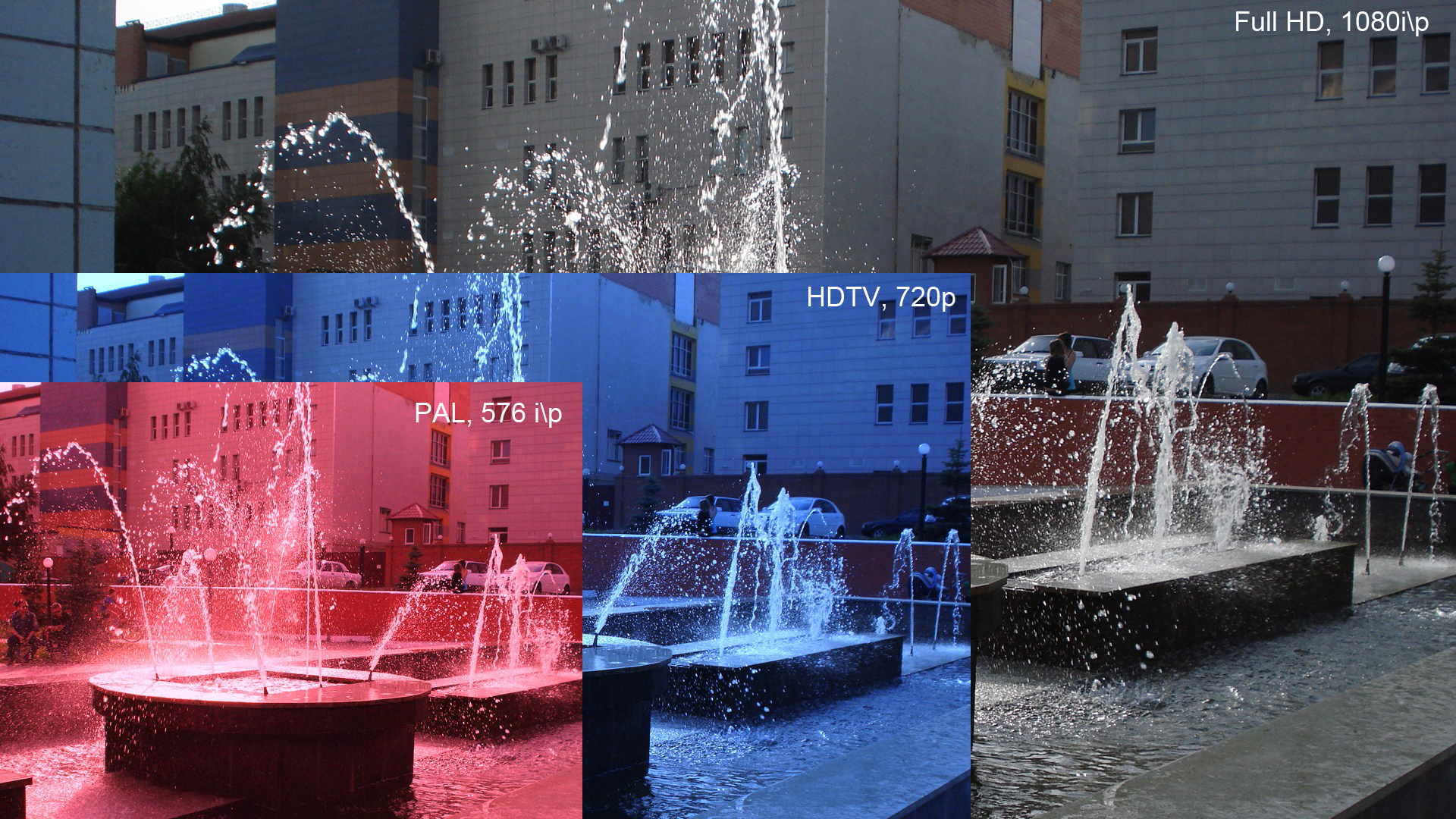
Esquema comparativo de las diferentes resoluciones.

Se conoce como Full-HD a la resolución de pantalla de 1920x1080 píxeles en un televisor o pantalla de alta definición.[cita requerida]
Es ahora el estándar en la alta definición (1920x1080p con 2.073.600 de puntos). 1080p sobrepasa al HDTV común 1080i por un 100%, ya que la HD solamente dispone de 1.036.800 puntos con exploración entrelazada.[cita requerida]
En la actualidad, el Blu-ray es el único formato físico que tiene la capacidad de reproducir vídeo en Full-HD, y existen formatos digitales tales como el MKV, el Quicktime y el MP4, capaces de almacenar secuencias digitales en alta definición.[cita requerida]